# 아침의 멜로디
아침의 멜로디는 경기방송에서 2013년 11월 9일부터 2019년 1월 6일까지 방송한 주말 라디오 프로그램이다.

## 역대 방송시간
| 방송 채널    | 방송 기간                        | 방송 시간                  |
| ------------ | -------------------------------- | -------------------------- |
| KFM 경기방송 | 2013년 11월 9일 ~ 2014년 4월 6일 | 주말 오전 6:00 ~ 오전 8:00 |
| KFM 경기방송 | 2014년 4월 12일 ~ 2019년 1월 6일 | 주말 오전 7:00 ~ 오전 9:00 |

## 역대 DJ
- 반승원(경기방송 부장)
- 김미낭(경기방송 PD)
- 노은희(DJ)
- 김혜미(경기방송 아나운서)